# تروکسل‌ویل (پنسیلوانیا)
تروکسل‌ویل (به انگلیسی: Troxelville) یک منطقهٔ مسکونی در ایالات متحده آمریکا است که در شهرستان اسنایدر، پنسیلوانیا واقع شده‌است. تروکسل‌ویل ۲٫۴ کیلومتر مربع مساحت و ۱۹۲ نفر جمعیت دارد.